# Wohnungseigentumsgesetz (Deutschland)
Das bundesdeutsche Wohnungseigentumsgesetz (WEG) vom 15. März 1951 regelt im Falle einer entsprechenden formellen Teilung eines Grundstücks durch Teilungserklärung das Eigentum an den einzelnen Wohnungen oder Gebäuden (Wohnungseigentum), an nicht zu Wohnzwecken genutzten Räumen oder Flächen (Teileigentum) und das Gemeinschaftseigentum am gemeinsamen Gebäude oder Grundstück.

## Entstehung
Mit dem Inkrafttreten des Bürgerlichen Gesetzbuchs (BGB) am 1. Januar 1900 war die vormalige Möglichkeit entfallen, Stockwerkseigentum neu zu schaffen; lediglich der Bestand wurde durch Art. 182 EGBGB gesichert. Das BGB kennt kein Eigentum an realen Gebäudeteilen und weist eigentumsrechtlich alle auf einem Grundstück errichteten Gebäude als wesentliche Bestandteile des Grundstücks ausschließlich dem Eigentümer dieses Grundstücks zu (§ 94 BGB), so dass an Gebäuden und erst recht an einzelnen Wohnungen kein selbständiges Eigentum bestehen kann.
Der von der Bundesregierung 1951 beschlossene Entwurf eines Wohnungseigentumsgesetzes führte in seiner Begründung aus, Eigentum und Miete reichten nicht aus, um allen Anforderungen gerecht zu werden, die sich bei Bauvorhaben „unter den gegenwärtigen Verhältnissen“ ergäben, insbesondere Finanzierungsbeiträge für den Auf- oder Ausbau von Gebäuden zu sichern. Es bestehe auch der Wunsch, eigenheimähnliche Teile eines größeren Hauses zu erwerben, wenn Mittel zum Bau eines Eigenheims nicht ausreichten. Zwar wurde formal nicht dieser Gesetzentwurf von Bundestag und Bundesrat beschlossen, jedoch zur Verfahrensbeschleunigung sein Inhalt in einen bereits vorher eingebrachten Gesetzentwurf der FDP-Fraktion eingefügt und dann einstimmig angenommen.

## Inhalt
Das Wohnungseigentumsgesetz regelt insbesondere:
- Begriffsbestimmungen (§ 1)
- die Begründung des Wohnungseigentums durch Einräumungsvertrag oder Teilung (§§ 2 bis 9 WEG),
- Rechtsfähige Gemeinschaft der Wohnungseigentümer (§§ 9a bis 9b WEG),
- Rechtsverhältnis der Wohnungseigentümer untereinander und zur Gemeinschaft der Wohnungseigentümer (§§ 10 bis 29 WEG),
- das Wohnungserbbaurecht (§ 30) und das im Gegensatz zum Wohnungsrecht veräußerliche und vererbliche Dauerwohnrecht (§§ 31 bis 42 WEG),
- sowie Verfahrensvorschriften im Zusammenhang mit Wohnungseigentum (§§ 43 bis 49 WEG).

Seit der Novellierung zahlreicher Vorschriften zum 1. Juli 2007 gelten die allgemeinen Vorschriften der ordentlichen Gerichtsbarkeit i. S. v. (§ 13 GVG), also nunmehr vor allem die Regelungen der Zivilprozessordnung und nicht mehr die der freiwilligen Gerichtsbarkeit.
Das Eigentumsrecht wird dabei nach § 1 WEG in Wohnungseigentum, Sondereigentum und gemeinschaftliches Eigentum unterschieden.

## Reformen des WEG
Das WEG wurde durch verschiedene Gesetze in den Jahren 1957 bis 1994 geändert und ergänzt.

### Reform 2007
Eine erste umfassende Reform brachte das Gesetz zur Änderung des Wohnungseigentumsgesetzes und anderer Gesetze vom 26. März 2007.
Die Reform war veranlasst durch den Beschluss des Bundesgerichtshofs vom 20. September 2000 zur Unwirksamkeit bestimmter Mehrheitsbeschlüsse und die anschließende Entwicklung in Rechtsprechung, Lehre und Verwaltungspraxis.
Insbesondere wurde die Willensbildung der Wohnungseigentümer erleichtert und eine gesetzliche Beschlusskompetenz für einzelne praktisch bedeutsame Fälle begründet.  Wohnungseigentumssachen werden seitdem nicht mehr als Angelegenheit der freiwilligen Gerichtsbarkeit, sondern im gerichtlichen Verfahren nach der Zivilprozessordnung behandelt (§ 43 WEG, § 23 Nr. 2c GVG). Für Hausgeldforderungen wurde ein begrenztes Vorrecht in der Zwangsversteigerung geschaffen (§ 10 Abs. 1 Nr. 2 ZVG).
Kritikern zufolge haben sich die meisten Neuregelungen bewährt, jedoch Fragen, die sich den Eigentümern bei Verfolgung ihrer Ziele nach gesichertem und bezahlbarem Wohnraum, Altersvorsorge und Geldanlage stellen, nicht beantwortet.

### Reform 2020
Im Koalitionsvertrag 2018 vereinbarten Union und SPD: „Wir werden die Regelungen des Wohnungseigentumsrechts reformieren und mit dem Mietrecht harmonisieren, um die Vorbereitung und Durchführung von Beschlüssen der Wohnungseigentümer über bauliche Maßnahmen insbesondere in den Bereichen Barrierefreiheit, energetische Sanierung, Förderung von Elektromobilität und Einbruchsschutz zu erleichtern.“
Auf der Frühjahrskonferenz am 6. und 7. Juni 2018 beschlossen die Justizminister, eine länderoffene Arbeitsgruppe einzurichten. Den Vorsitz hatten das damalige Bundesministerium der Justiz und für Verbraucherschutz (BMJV) und das Bayerische Staatsministerium der Justiz (BStMdJ). Beide Ministerien erarbeiteten im Vorfeld Diskussionsentwürfe: das BMJV zu einem „Gesetz zur Förderung von Barrierefreiheit und Elektromobilität im Miet- und Wohnungseigentumsrecht“, das BStMdJ für ein „Gesetz für zukunftsfähiges Wohnen im Wohneigentum“.
Am 23. März 2020 beschloss das Bundeskabinett den von der Bundesministerin der Justiz und für Verbraucherschutz vorgelegten Entwurf eines Wohnungseigentumsmodernisierungsgesetzes (WEMoG). Am 15. Mai 2020 nahm der Bundesrat zum Gesetzentwurf Stellung und schlug Ergänzungen vor. Am 27. Mai 2020 gaben die Sachverständigen im Rechtsausschuss des Bundestags ihre divergenten Stellungnahmen ab. Durch eine Verschiebung von Befugnissen von den Eigentümern auf die Verwaltungen wurden Nachteile befürchtet.
Am 17. September 2020 beschloss der Bundestag das Wohnungseigentumsmodernisierungsgesetz in dritter Lesung mit den Stimmen von Union, SPD und Bündnis 90/Die Grünen. Am 9. Oktober 2020 stimmte auch der Bundesrat zu. Damit ist die dritte Reform zum 1. Dezember 2020 in Kraft getreten. Für die Durchführung baulicher Veränderungen reicht nunmehr die einfache Mehrheit der in der Eigentümerversammlung anwesenden und vertretenen Stimmen; Wohnungseigentümer können bauliche Veränderungen des Gemeinschaftseigentums zum Zweck der Barrierefreiheit, der E-Mobilität, dem Einbruchschutz oder dem Zugang zu schnellem Internet verlangen, sofern sie diese selbst bezahlen; Verwalter erhalten im Innenverhältnis der Wohnungseigentümergemeinschaft mehr Befugnisse, können aber im Gegenzug leichter abberufen werden.